# Церква Перенесення мощей святого Миколая (Шутроминці)
Церква Перенесення мощей святого Миколая в Шутроминцях — парафія і храм греко-католицької громади Товстенського деканату Бучацької єпархії Української греко-католицької церкви в селі Шутроминці Чортківського району Тернопільської области.

## Історія церкви
Церква в селі була збудована у 1800 році за кошти місцевого польського пана. Наразі вона є пам'яткою архітектури місцевого значення (охоронний номер 522).
З 1946 по 1962 рік парафія і храм належали РПЦ. У 1962 році державна влада закрила церкву, а відкрили її знову у 1988 році, підпорядкувавши РПЦ.
У 1990 році парафія повернулася в лоно УГКЦ, однак громада конфесійно розділилася на греко-католиків та вірних УАПЦ (нині ПЦУ). Храм перейшов до громади УАПЦ, тому греко-католики були змушені їздити на богослужіння до церкви с. Устечко.
У 1994 році завдяки старанням тодішнього душпастиря о. Михайла Вітовського греко-католицька громада збудувала богослужбову капличку. У 2006 році її освятив владика Іриней Білик. При парафії діє братство «Апостольство молитви».

## Парохи
УГКЦ
- о. Павло Вясол (1938—1943),
- о. Нестор Погорецький (1949—1950),
- о. Олександрович (1950—1962),
- о. Степан Чир (1988—1990),
- о. Павло Джиджора (1990),
- владика Павло Василик,
- о. Іван Сеньків,
- о. Тарас Сеньків,
- о. Степан Барновський (1995—1998),
- о. Іван Полевий (1998—2002),
- о. Степан Війтишин (2002—2004),
- о. Володимир Війтишин (2002—2004),
- о. Михайло Вітовський (парох з 1992, адміністратор з 2004).

ПЦУ
- о. Володимир Суканець — нині[2].